# Oospora guerciana
Oospora guerciana är en svampart som beskrevs av Cavara. Oospora guerciana ingår i släktet Oospora och familjen Erysiphaceae.   Inga underarter finns listade i Catalogue of Life.